# Il conformista (film)
Il conformista è un film del 1970 diretto da Bernardo Bertolucci e tratto dall'omonimo romanzo di Alberto Moravia.

## Trama
Roma, 1938. Marcello Clerici, spia fascista e docente di filosofia, è promesso a Giulia, ragazza gioviale e solare e di media borghesia, l'esatto opposto di lui. Prima di sposarsi, però, Marcello deve confessarsi e qui rivela di aver subito da ragazzo gli abusi sessuali dell'autista di famiglia che poi ha ucciso per errore. Così, abbandonato il cattolicesimo, con il padre fanatico, violento ed ora infermo - probabilmente compromesso da uno stadio tardivo di sifilide - ed una madre oppiomane, si avvicina alla polizia segreta fascista, la quale gli affida una delicata missione, che lui stesso ha sollecitato: uccidere il professore Luca Quadri, suo vecchio insegnante di filosofia e noto dissidente politico rifugiatosi in Francia.
Approfittando del viaggio di nozze con Giulia, che gli confessa di non essere vergine e di essere stata violentata all'età di 15 anni da un uomo molto più grande di lei e per giunta testimone al matrimonio, Marcello giunge a Parigi, sotto la costante sorveglianza dell'agente Manganiello, e si mette subito in contatto con Quadri il quale lo invita a casa sua. Marcello rimane colpito dalla bellezza di Anna, la moglie del professore, e le propone addirittura di fuggire insieme, ma lei, pur non rifiutando la sua corte, sembra essersi invece invaghita di Giulia.
Clerici e Manganiello giungono in auto sul luogo scelto per l'agguato a Quadri, tra le montagne della Savoia, nel quale diventa inevitabile uccidere anche Anna che ha deciso all'ultimo momento di accompagnare il marito nel viaggio.
La notte del 25 luglio 1943, alla caduta del fascismo, Marcello esce in strada e incontra per caso l'uomo che aveva tentato di violentarlo, l'autista Pasqualino, e che credeva di aver ucciso. A quel punto si rende conto che l'episodio che l'aveva segnato e per il quale aveva cercato per tutta la vita di conformarsi agli altri, in realtà non era mai avvenuto. Clerici gridando, gli attribuisce gli orrori che lui stesso aveva commesso.

## Produzione
Nel 1969, nei giorni in cui Bernardo Bertolucci stava preparando e montando il film Strategia del ragno, arrivava improvvisamente la richiesta di un'idea per un film da parte della Paramount, che in Italia si chiamava Mars Film. Il regista raccontò la storia del romanzo Il conformista di Alberto Moravia che in realtà non aveva ancora letto ma gli era stato raccontato dettagliatamente dalla sua compagna di allora, Maria Paola Maino. Bertolucci lesse il romanzo e in un mese scrisse la sceneggiatura che venne poi approvata. Con un budget di 750 000 dollari, iniziò la ricerca dei collaboratori assieme al cugino Giovanni in qualità di produttore.

### Cast tecnico
Bertolucci e lo scenografo Ferdinando Scarfiotti decisero di ambientare la prima parte del film all'EUR per dare la sensazione della Roma fascista, mentre con Parigi l'intenzione era quella di dare un'idea del fronte popolare. Il direttore della fotografia era Vittorio Storaro, che aveva già collaborato con il regista per Strategia del ragno. Si aggiunse poi Gitt Magrini, costumista di molti film della Nouvelle Vague e anche attrice ne La notte di Antonioni. Il produttore Giovanni Bertolucci scelse come montatore Franco Arcalli e non Roberto Perpignani che aveva lavorato a quasi tutti i film precedenti del regista, in quanto offriva un nuovo modo di lavorare segmentando maggiormente il montaggio.

### Cast artistico
Il primo attore a essere contattato fu Jean-Louis Trintignant, il quale si trovava già in Italia per girare un altro film. Il ruolo di Giulia venne offerto inizialmente a Florinda Bolkan, ma l'attrice rifiutò scegliendo di girare il film L'ultima valle di James Clavell, così il ruolo venne assegnato a Stefania Sandrelli che aveva recentemente lavorato in Partner. La prima idea per il ruolo di Anna, la moglie del professor Quadri, fu Brigitte Bardot, che però non accettò l'offerta. In quei giorni Bertolucci si trovava a Parigi per i sopralluoghi del film e al cinema vide Così bella, così dolce di Robert Bresson, nel quale recitava Dominique Sanda e con cui si trovò subito un accordo.

### Riprese
Il film fu girato in gran parte a Roma e Parigi, ma anche all'Abetone (la scena finale ambientata in Savoia) e a Joinville-le-Pont (la scena del ballo). Le riprese si svolsero tra l'ottobre del 1969 e il gennaio del 1970.

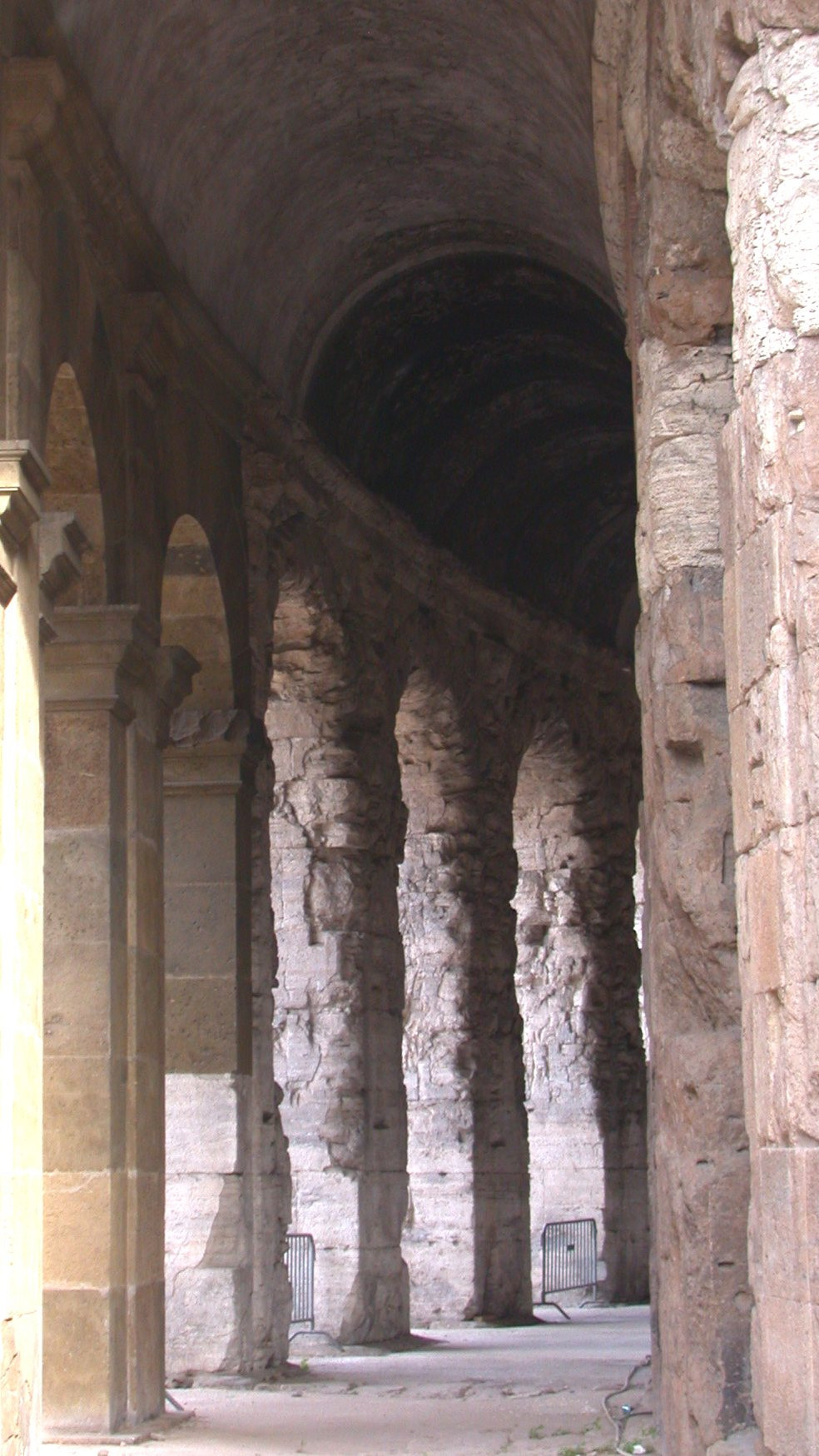
Il teatro di Marcello dove Clerici incontra Lino nel 1943.

## Distribuzione
Il film era stato presentato in concorso al Festival di Berlino nel giugno del 1970, poi a settembre era stato proiettato anche al New York Film Festival assieme a Strategia del ragno. L'anteprima nazionale era avvenuta a Saint-Vincent l'8 dicembre, a partire dal gennaio del 1971 era stato distribuito nel resto del territorio. In Francia uscì il 17 febbraio, a marzo negli Stati Uniti e in aprile in Germania.
Nel 1993 il film è stato restaurato dalla Cineteca Nazionale, con la supervisione di Storaro, ed è stata ripristinata la scena del ballo dei ciechi, questa versione è stata poi presentata lo stesso anno al Festival di Locarno. Nel 2011, in occasione del restauro digitale a cura della Cineteca di Bologna, il film è stato riproposto nelle sale di alcune città italiane.

## Accoglienza

### Critica
La critica italiana dell'epoca aveva apprezzato la "qualità criticamente conscia e raffinata del suo linguaggio figurativo" e sottolineato come Bertolucci "abbia dimostrato chiaramente di aver raggiunto la pienezza delle proprie capacità espressive".
Il film è stato poi selezionato tra i 100 film italiani da salvare.

### Incassi
In Italia ha incassato 207 269 000 lire.

## Riconoscimenti
- David di Donatello 1971
  - Miglior film (ex aequo con Il giardino dei Finzi Contini e Waterloo)
- Festival internazionale del cinema di Berlino 1970
  - Premio Interfilm
  - Premio speciale dei giornalisti
  - In concorso per l'Orso d'oro
- British Film Institute Award 1970
  - Sutherland Trophy
- Sindacato belga della critica cinematografica 1971
  - Grand Prix al miglior film

- National Society of Film Critics Award 1972
  - Miglior regia
  - Miglior fotografia
- Premi Oscar 1972
  - Candidatura Migliore sceneggiatura non originale
- Golden Globe 1972
  - Candidatura Miglior film straniero in lingua straniera